# كاثرين هايت
كاثرين هايت (بالإنجليزية: Katherine Hite)‏ هي مؤلفة وأستاذة جامعية أمريكية، ولدت في 1962.